# Mesembragrotis ruckesi
Mesembragrotis ruckesi är en fjärilsart som beskrevs av Barnes och Benjamin 1927. Mesembragrotis ruckesi ingår i släktet Mesembragrotis och familjen nattflyn. Inga underarter finns listade i Catalogue of Life.